# Clesse
Clesse et Compagnie war ein französischer Hersteller von Automobilen.

## Unternehmensgeschichte
Das Unternehmen aus Levallois-Perret begann 1907 mit der Produktion von Automobilen. Der Markenname lautete Clesse. 1908 endete die Produktion.

## Fahrzeuge
Das erste Modell war ein Kleinwagen. Für den Antrieb sorgte ein Einzylindermotor mit 6,2 PS Leistung. Die Motorleistung wurde über ein Friktions- bzw. Reibradgetriebe an die Hinterachse übertragen. Ein größeres Modell mit einem Vierzylindermotor mit 2800 cm³ Hubraum folgte, allerdings ist es unklar, ob es noch in Serie produziert wurde.